# Президентские выборы в Туркменистане (2012)
Президентские выборы в Туркменистане 2012 года (туркм. Türkmenistanyň Prezidentlik Saýlawlary 2012) — общегосударственные выборы президента Туркменистана, прошедшие 12 февраля 2012 года. Это были четвёртые президентские выборы Туркмении. Официальная предвыборная кампания началась в октябре 2011 года. На выборах официально были зарегистрировано 8 кандидатов. В первом туре выборов победу одержал Гурбангулы Бердымухамедов.
Нарушений на избирательных участках в Туркменистане и за рубежом не зафиксировано.

## Кандидаты

### Официально зарегистрированные
1. Гурбангулы Мяликгулыевич Бердымухамедов[4][5], президент Туркменистана;
2. Реджеп Базаров[6], заместитель Хякима Дашогузского велаята по сельскому хозяйству;
3. Какагелди Бяшимович Абдыллаев
4. Гурбанмаммет Молланыязов
5. Аннагелди Язмырадов, министр водного хозяйства Туркменистана;
6. Эсендурды Гайыпов[7]
7. Сапармырат Батыров
8. Ярмухаммет Оразгулыев, министр энергетики и промышленности Туркменистана;

### Объявлявшие о желании участвовать в выборах
1. Нурмухаммед Ханамов, лидер Республиканской партии Туркменистана (в изгнании);

### Не прошедшие регистрацию
1. Айна Абаева, преподаватель английского языка;

## Обстановка до выборов
В июле 2011 года президент Туркменистана Гурбангулы Бердымухамедов неожиданно пригласил лидеров оппозиции принять участие в выборах президента.

«Я как президент гарантирую равные условия для тех кандидатов, которые называют себя оппозиционерами»
Эксперты посчитали заявления Бердымухамедова фарсом.

## Итоги
Подведение итогов выборов состоялось на заседании Центральной избирательной комиссии 15 февраля. В соответствии со статьёй 51 закона «О выборах президента Туркменистана» кандидат Гурбангулы Бердымухамедов набрал абсолютное большинство голосов избирателей (97,14 %) и признан избранным президентом Туркменистана.
| Место | Кандидат                  | Голоса  | %       |
| ----- | ------------------------- | ------- | ------- |
| 1     | Гурбангулы Бердымухамедов |         | 97,14 % |
| 2     | Аннагелди Язмырадов       |         | 1,07 %  |
| 3     | Ярмухаммет Оразгулыев     |         | 1,02 %  |
| 4     | Реджеп Базаров            |         | 0,28 %  |
| 5     | Сапармырат Батыров        |         | 0,19 %  |
| 6     | Какагелди Абдыллаев       |         | 0,16 %  |
| 7     | Гурбанмаммет Молланыязов  |         | 0,08 %  |
| 8     | Эсендурды Гайыпов         |         | 0,06 %  |
| Всего | Всего                     | 2888887 | 100 %   |

## Оценки выборов и их подготовки
Миссия СНГ в лице её главы сообщила, что «президентская кампания в Туркменистане прошла с соблюдением норм этики, корректно, в спокойной обстановке», «жалоб и заявлений от избирателей не поступало».
БДИПЧ ОБСЕ в ожидании приглашения провело в декабре Миссию по оценке потребностей и в январе представило её отчёт, в котором сделало вывод, что «Учитывая, что основные свободы все ещё остаются ограниченными, что ситуация в настоящее время ограничивает выбор между конкурирующими политическими альтернативами (…) МОП ОБСЕ/БДИПЧ не считает, что направление наблюдательной миссии по выборам, даже ограниченной по своему характеру, будет полезным в настоящее время. Тем не менее (…) МОП ОБСЕ/БДИПЧ рекомендует направление Миссии по оценке выборов».

## Поздравления и пожелания
С избранием на пост президента Гурбангулы Бердымухамедова поздравили президент Украины Виктор Янукович, президент России Дмитрий Медведев, президент Белоруссии Александр Лукашенко, президент Таджикистана Эмомали Рахмон, президент Узбекистана Ислам Каримов, президент Турции Абдулла Гюль, президент Азербайджана Ильхам Алиев.